# 十七絃
十七絃（じゅうしちげん）は、作曲家・箏曲家の宮城道雄が考案した、17本の絃を持つ箏である。十七絃箏（じゅうしちげんこと）とも呼ばれる。また、「絃」の文字は「弦」と記されることもあるが、本来は固有名詞として「絃」である。

## 概要
邦楽合奏において低音域を担当する楽器として、宮城道雄が開発した多絃箏（絃が13本よりも多い箏）で、1921年に『花見船』『落葉の踊り』の演奏で公開された。13本の絃を持つそれまでの箏の伝統的な調弦では、(奏者とは反対側から数えて）第1絃を第5絃と同音に調弦されていた。十七絃は、この第1絃を第2絃より低音に調弦し、その下にさらに4本の絃を追加して低音を拡張したものである。通常の箏は、第1絃から第10絃までを算用数字で表し、第11絃から第13絃までをそれぞれ、「斗（と）」「為（い）」「巾（きん）」と呼ぶが、十七絃では第11絃から第17絃までを、そのまま「じゅういちげん」「じゅうにげん」と呼び、「1」から「7」までの算用数字で表記する。
低音楽器であるため、絃は通常の箏より太く、演奏する際に力が必要となる。演奏するための爪も、構造は通常の箏爪と同様であるが、絃に負けないよう厚めのものが用いられる。兼用は可能だが楽器の性格が異なるため、通常はそれぞれの楽器で専用の爪として使用する。全体的な構造は通常の箏と同じであるが、全長約210cm（約7尺）、幅約35cm、重量約8kg（通常の箏は全長約180cm、幅約25cm）と一回り大きい。楽器の機構において通常の箏との最大の相違点は、奏者からみて右側の絃の留めかたである。通常の箏は心座といわれる穴に絃を通し箏の裏側で結んで留めるが、十七絃の場合は、龍額または龍頭にあるネジに巻いて留める。このネジは可動するようになっており張力の調整が可能である。。
発表当時は長さが約240cm（約8尺）ほどであり、宮城がその後1924年にやや小さく音域も若干高い小十七絃（長さ約7尺）を発表したため、大十七絃とも呼ばれた。しかし現在では大十七絃が小十七絃ほどに小型化されており、小十七絃が演奏に用いられる機会は少ない。
元来は低音部を受け持つ楽器として考案されたが、ヴァイオリン属におけるチェロのように、現代邦楽などでは伴奏楽器としてのほか、主奏楽器、独奏楽器としても広く用いられている。しかし、通常の箏と十七絃の演奏者は分業されておらず、十七絃専業演奏家は成立していない。
宮城道雄は他にも八十絃箏、短箏などを考案したが、十七絃以外はいずれもあまり広まらずに終わった。